# Caumermolen
De Caumermolen (Limburgs: Kaumermuële) is een voormalige watermolen in Onderste Caumer in het zuidoosten van de gemeente Heerlen. Stroomopwaarts op de Caumerbeek lag de Caumeroliemolen, stroomafwaarts de Oliemolen.

## Geschiedenis
De eerste vermelding van de Caumermolen, gelegen in het dal van de Caumerbeek, dateert uit 1371. Daarmee is het de oudste watermolen van de gemeente Heerlen. Historici veronderstellen dat de geschiedenis van de molen teruggaat tot de elfde eeuw. 
De molen werd in 1787 en 1970 ingrijpend verbouwd.
De Caumermolen vervulde in de middeleeuwen een belangrijke functie in Heerlen. Het was de zogeheten banmolen, waar de inwoners van de plaats verplicht hun graan moesten laten malen. Het gebouw bleef tot de eerste helft van de twintigste eeuw in gebruik als watermolen. Het waterrad is kort na de Tweede Wereldoorlog verwijderd.
Een inbraak in de molen, waarbij in december 1772 enkele zakken graan werden buitgemaakt, leidde in de daaropvolgende jaren tot een golf van arrestaties in de regio Heerlen. Justitie zag in de vermeende daders, onder wie Heerlenaar Jacobus Junneman, leden van een criminele bende, de Bokkenrijders.
Na martelingen op de pijnbank bekenden zij de inbraak en noemden zij tientallen namen van andere vermeende bendeleden. Junneman stierf in april 1773 aan de galg. In de jaren na de inbraak in de Caumermolen vonden in totaal 186 mensen de dood op verdenking van lidmaatschap van de bende. Zij werden terechtgesteld of overleden in gevangenschap.

## Etymologie
De molen is genoemd naar de Caumerbeek. De naam Caumer is afgeleid van kalde born dat 'koude bron' betekent, een verwijzing naar de bron van de Caumerbeek, enkele kilometers zuidoostelijker, bekend als de Droepnaas, Limburgs voor 'druipneus'.